# Denner Paulino Barbosa
Denner Paulino Barbosa (sinh ngày 21 tháng 11 năm 1993), hay đơn giản Denner, là một cầu thủ bóng đá người Brasil thi đấu ở vị trí hậu vệ trái cho F.C. Famalicão.

## Sự nghiệp
Sinh ra ở Guarulhos, Denner bắt đầu sự nghiệp ở đội trẻ Corinthians. Với màn trình diễn tốt ở Copa São Paulo de Futebol Júnior năm 2011, hậu vệ trái này được triệu tập bởi ủy bản kĩ thuật để tích lũy kinh nghiệm tại đội một của Corinthians. Gần đây, Denner được triệu tập vào U-17 Brasil thi đấu bên cánh trái. Anh có mặt trong đội hình vô địch của U-17 Brasil victory năm 2011. Năm 2012, anh là một phần của đội bóng 8 lần vô địch tại Copa São Paulo de Futebol Júnior.

## Thống kê
| Câu lạc bộ  | Mùa giải | Brasileirão Série A | Brasileirão Série A | Brasileirão Série B | Brasileirão Série B | Copa do Brasil | Copa do Brasil | Libertadores | Libertadores | Copa Sudamericana | Copa Sudamericana | State League | State League | Giao hữu | Giao hữu  | Tổng cộng | Tổng cộng |
| Câu lạc bộ  | Mùa giải | Số trận             | Bàn thắng           | Số trận             | Bàn thắng           | Số trận        | Bàn thắng      | Số trận      | Bàn thắng    | Số trận           | Bàn thắng         | Số trận      | Bàn thắng    | Số trận  | Bàn thắng | Số trận   | Bàn thắng |
| ----------- | -------- | ------------------- | ------------------- | ------------------- | ------------------- | -------------- | -------------- | ------------ | ------------ | ----------------- | ----------------- | ------------ | ------------ | -------- | --------- | --------- | --------- |
| Corinthians | 2011     | 0                   | 0                   | 0                   | 0                   | 0              | 0              | 0            | 0            | 0                 | 0                 | 0            | 0            | 1        | 0         | 1         | 0         |
| Corinthians | 2012     | 3                   | 0                   | 0                   | 0                   | 0              | 0              | 0            | 0            | 0                 | 0                 | 1            | 0            | 0        | 0         | 4         | 0         |
| Atlético-GO | 2013     | 0                   | 0                   | 2                   | 0                   | 0              | 0              | 0            | 0            | 0                 | 0                 | 0            | 0            | 0        | 0         | 2         | 0         |
| Tổng cộng   |          | 3                   | 0                   | 2                   | 0                   | 0              | 0              | 0            | 0            | 0                 | 0                 | 1            | 0            | 1        | 0         | 7         | 0         |

## Danh hiệu
Corinthians Paulista
- Copa São Paulo de Futebol Júnior: 2012
- Campeonato Brasileiro Série A: 2011